# OpenElec
Pour les articles homonymes, voir Openelec (homonymie).
OpenElec est un logiciel libre de gestion des listes électorales destiné aux collectivités territoriales.

## Historique
Le développement de ce logiciel débute en 2003 et sa première mise en service a lieu en 2004 à la mairie d'Arles.
Le logiciel est récompensé lors de la 3e édition des Trophées du Libre en 2006,.

## Fonctionnalités
Les principales fonctionnalités d'openElec sont : 
- la saisie des inscriptions, modifications et radiations électorales,
- la gestion des mentions 'centre de vote',
- la gestion des mentions 'mairie europe',
- la gestion des procurations,
- la gestion des cartes en retour,
- la gestion du jury d'assises,
- les transferts avec l'INSEE (import des inscriptions d'office, import des radiations, export des mouvements)
- les éditions des cartes électorales,
- les éditions des étiquettes de propagande,
- les éditions des listes,
- les éditions pour les élections : listes d'émargement, registres de procuration, ...,
- les traitements J-5,
- les traitements de fin d'année (10/01 et dernier jour du mois de février),
- la gestion des listes complémentaires.